# Torneo Nacional de Clubes B 2002
El Torneo Nacional de Clubes B de 2002, también llamado "Torneo Nacional de Clubes - Copa de Bronce", fue la segunda edición del torneo de segundo nivel del Torneo Nacional de Clubes, competencia organizada por la Unión Argentina de Rugby que reúne a los mejores clubes de la URBA y del Torneo del Interior. Se llevó a cabo entre 21 de septiembre y el 3 de noviembre de 2002.
Pucará de Burzaco ganó el torneo tras derrotar 28-21 a Universitario de Córdoba en la final, obteniendo así su primer título a nivel nacional y el primero para un equipo de la URBA en el Nacional de Clubes B.

## Equipos participantes
Participaron de este torneo doce clubes: nueve equipos del Torneo del Interior B 2002 y tres del Grupo Reubicación del Torneo de la URBA 2002.
| Club                          | Vía de clasificación                                               |
| ----------------------------- | ------------------------------------------------------------------ |
| Taragüy Rugby Club            | 1.° al 8.° puesto en el Torneo del Interior B 2002.                |
| Santa Fe Rugby Club           | 1.° al 8.° puesto en el Torneo del Interior B 2002.                |
| Universitario de Bahía Blanca | 1.° al 8.° puesto en el Torneo del Interior B 2002.                |
| Universitario de Córdoba      | 1.° al 8.° puesto en el Torneo del Interior B 2002.                |
| Comercial Rugby Club          | 1.° al 8.° puesto en el Torneo del Interior B 2002.                |
| Lince Rugby Club              | 1.° al 8.° puesto en el Torneo del Interior B 2002.                |
| Mar del Plata Club            | 1.° al 8.° puesto en el Torneo del Interior B 2002.                |
| Córdoba Athletic Club         | 1.° al 8.° puesto en el Torneo del Interior B 2002.                |
| Tucumán Rugby Club            | Mejor segundo en la fase de grupos del Torneo del Interior B 2002. |
| San Fernando                  | 1.° puesto en el Grupo Reubicación del Torneo de la URBA 2002.     |
| Pucará                        | 2.° puesto en el Grupo Reubicación del Torneo de la URBA 2002.     |
| Banco Nación                  | 5.° puesto en el Grupo Reubicación del Torneo de la URBA 2002.     |

Originalmente, iban a participar del torneo los ocho mejores equipos del Torneo del Interior B 2002 y los cuatro mejores del Grupo Reubicación del Torneo de la URBA 2002, pero CUBA y San Martín (clasificados 3.° y 4.° en el Grupo Reubicación) desistieron de participar del torneo. Estos cupos fueron posteriormente otorgados a Banco Nación, clasificado 5.° en el Grupo Reubicación, mientras que el otro fue otorgado a un equipos del Torneo del Interior, Tucumán Rugby Club.

## Primera fase
La primera fase estuvo compuesta por los cuatro partidos de cuartos de final del Torneo del Interior B 2002, los cuales fueron válidos para este torneo. Los ganadores clasificaron directamente a los cuartos de final, mientras que los perdedores debieron disputar la segunda fase.
| 22 de septiembre | Santa Fe RC | 34 - 12 | Lince |  |  |
|                  |             | Reporte |       |  |  |

| 21 de septiembre | Córdoba Athletic | 26 - 33 | Universitario (C) |  |  |
|                  |                  | Reporte |                   |  |  |

| 22 de septiembre | Taragüy | 24 - 13 | Comercial |  |  |
|                  |         | Reporte |           |  |  |

| 21 de septiembre | Universitario (BB) | 29 - 16 | Mar del Plata Club |  |  |
|                  |                    | Reporte |                    |  |  |

## Segunda fase
En la segunda fase se integraron los tres equipos de la URBA y el mejor segundo de la fase de grupos del Torneo del Interior B 2002, los cuales se enfrentaron a los cuatro perdedores de la primera fase.
| 12 de octubre | Lince | 22 - 44 | Tucumán RC |                                      |                                      |
|               |       | Reporte |            | Árbitro(s): Javier Mancuso (Córdoba) | Árbitro(s): Javier Mancuso (Córdoba) |

| 12 de octubre | San Fernando | 39 - 29 | Córdoba Athletic |                                    |                                    |
|               |              | Reporte |                  | Árbitro(s): Sergio Tizón (Rosario) | Árbitro(s): Sergio Tizón (Rosario) |

| 12 de octubre | Comercial | 32 - 35 | Banco Nación |                                 |                                 |
|               |           | Reporte |              | Árbitro(s): Andrés Ramos (Cuyo) | Árbitro(s): Andrés Ramos (Cuyo) |

| 13 de octubre | Mar del Plata Club | 16 - 21 | Pucará |                                         |                                         |
|               |                    | Reporte |        | Árbitro(s): Fernando Guerrero (Rosario) | Árbitro(s): Fernando Guerrero (Rosario) |

## Fases finales
|  | Cuartos de final   | Cuartos de final   | Cuartos de final  |                   |            | Semifinales          | Semifinales          | Semifinales          |  |                   | Final             | Final          | Final          |  |
|  | 19 de octubre      | 19 de octubre      | 19 de octubre     |                   |            | 26 y 27 de noviembre | 26 y 27 de noviembre | 26 y 27 de noviembre |  |                   | 3 de noviembre    | 3 de noviembre | 3 de noviembre |  |
|  |                    |                    |                   |                   |            |                      |                      |                      |  |                   |                   |                |                |  |
|  |                    |                    |                   |                   |            |                      |                      |                      |  |                   |                   |                |                |  |
|  | Tucumán RC         | Tucumán RC         | 35                |                   |            |                      |                      |                      |  |                   |                   |                |                |  |
|  | Tucumán RC         | Tucumán RC         | 35                |                   |            |                      |                      |                      |  |                   |                   |                |                |  |
|  | Santa Fe RC        | Santa Fe RC        | 23                |                   |            |                      |                      |                      |  |                   |                   |                |                |  |
|  | Santa Fe RC        | Santa Fe RC        | 23                |                   | Tucumán RC | Tucumán RC           | 22                   |                      |  |                   |                   |                |                |  |
|  |                    |                    |                   |                   | Tucumán RC | Tucumán RC           | 22                   |                      |  |                   |                   |                |                |  |
|  |                    |                    | Universitario (C) | Universitario (C) | 30         |                      |                      |                      |  |                   |                   |                |                |  |
|  | Universitario (C)  | Universitario (C)  | Universitario (C) | Universitario (C) | 30         | 29                   |                      |                      |  |                   |                   |                |                |  |
|  | Universitario (C)  | Universitario (C)  |                   |                   |            |                      |                      |                      |  |                   |                   |                |                |  |
|  | San Fernando       | San Fernando       | 16                |                   |            |                      |                      |                      |  |                   |                   |                |                |  |
|  | San Fernando       | San Fernando       | 16                |                   |            |                      |                      |                      |  | Universitario (C) | Universitario (C) | 21             |                |  |
|  |                    |                    |                   |                   |            |                      |                      |                      |  | Universitario (C) | Universitario (C) | 21             |                |  |
|  |                    |                    | Pucará            | Pucará            | 28         |                      |                      |                      |  |                   |                   |                |                |  |
|  | Pucará             | Pucará             | Pucará            | Pucará            | 28         | 25                   |                      |                      |  |                   |                   |                |                |  |
|  | Pucará             | Pucará             |                   |                   |            |                      |                      |                      |  |                   |                   |                |                |  |
|  | Universitario (BB) | Universitario (BB) | 15                |                   |            |                      |                      |                      |  |                   |                   |                |                |  |
|  | Universitario (BB) | Universitario (BB) | 15                |                   | Pucará     | Pucará               | 25                   |                      |  |                   |                   |                |                |  |
|  |                    |                    |                   |                   | Pucará     | Pucará               | 25                   |                      |  |                   |                   |                |                |  |
|  |                    |                    | Taragüy           | Taragüy           | 17         |                      |                      |                      |  |                   |                   |                |                |  |
|  | Banco Nación       | Banco Nación       | Taragüy           | Taragüy           | 17         | 7                    |                      |                      |  |                   |                   |                |                |  |
|  | Banco Nación       | Banco Nación       |                   |                   |            |                      |                      |                      |  |                   |                   |                |                |  |
|  | Taragüy            | Taragüy            | 35                |                   |            |                      |                      |                      |  |                   |                   |                |                |  |
|  | Taragüy            | Taragüy            | 35                |                   |            |                      |                      |                      |  |                   |                   |                |                |  |
|  |                    |                    |                   |                   |            |                      |                      |                      |  |                   |                   |                |                |  |

### Cuartos de final
| 19 de octubre | Tucumán RC | 35 - 23 | Santa Fe RC |                                            |                                            |
|               |            | Reporte |             | Árbitro(s): Antonio Aguirre (Buenos Aires) | Árbitro(s): Antonio Aguirre (Buenos Aires) |

| 19 de octubre | Universitario (C) | 29 - 16 | San Fernando |  |  |
|               |                   | Reporte |              |  |  |

| 19 de octubre | Banco Nación | 7 - 35  | Taragüy |  |  |
|               |              | Reporte |         |  |  |

| 19 de octubre | Pucará | 25 - 15 | Universitario (BB) |                                         |                                         |
|               |        | Reporte |                    | Árbitro(s): Martín Rodríguez (Santa Fe) | Árbitro(s): Martín Rodríguez (Santa Fe) |

### Semifinales
| 26 de octubre | Tucumán RC | 22 - 30 | Universitario (C) |                                   |                                   |
|               |            | Reporte |                   | Árbitro(s): Javier Peña (Rosario) | Árbitro(s): Javier Peña (Rosario) |

| 27 de octubre | Pucará | 25 - 17 | Taragüy |                                           |                                           |
|               |        | Reporte |         | Árbitro(s): Marcelo Pilara (Buenos Aires) | Árbitro(s): Marcelo Pilara (Buenos Aires) |

### Final
| 3 de noviembre | Universitario (C) | 21 - 28 | Pucará |                                    |                                    |
|                |                   | Reporte |        | Árbitro(s): Sergio Tizón (Rosario) | Árbitro(s): Sergio Tizón (Rosario) |

| Bandera de la Provincia de Buenos Aires |
| Pucará Campeón                          |
| Primer título                           |